# Макиавелизъм
Макиавелизмът, според Оксфордския речник на английския език, е „използването на лукавство и двуличие в държавното управление или в управлението като цяло“, произтичащ от италианския дипломат и писател по времето на ренесанса Николо Макиавели, който е написал „Владетелят“ (Il Principe) и други произведения. Макиавелството, като дума в английския език, е станало много популярно в края на 16 век, въпреки че макиавелизмът от своя страна е цитиран първи от Оксфордския речник на английския език през 1626 г. Думата има сходна употреба и в съвременната психология.

## В политическата мисъл
На макиавелизма се е гледало като на болест, произлизаща от Италия, която вече е обхванала Франция и започнала да обхваща и английската политика. Именно заради това клането в деня на Св. Вартоломей от 1572 г. в Париж се смята за продукт на макиавелизма – мнение, което е силно повлияно от Инокентий Хугеноти, който публикува своята ”Discours contre Machievel” през 1576 г., която е отпечатана в десет издания на три езика през следващите четири години. Според Сидни Англо Инокентий Хугеноти приема доста погрешно това, че книгите на Макиавели са ценени най-много от италианските придворни във Франция, в което се корени влошаването на Франция, кулминация на което е клането в деня на Св. Вартоломей и радостта на извратените му почитатели. Всъщност са останали малко следи от писанията на Макиавели на френски преди клането, а и известно време след това книгата на Gentillet - концепция, възприета от много негови съвременници, е изиграва ключова роля в създаването на популярното понятие за макиавелизма, което впоследствие разгневява доста учени, които твърдят, че понятието е неточно, криворазбрано и изкривено.
Английският драматург Кристофър Марлоу е бил ентусиазиран привърженик на това мнение. В „Евреинът от Малта“ (1589 – 90) Макиавели лично говори в пролога, твърдейки, че не е мъртъв, а е обладал душата на херцога на Гюиз. Последната му пиеса - „Клането в Париж“ (1593), обхваща клането и годините след това, като героите - херцогът на Гюиз и Катрин де Медичи, са представени като заговорници на Макиавели, които клонят към злото от самото начало.
Известният американски поет и хип-хоп изпълнител Тупак Шакур е известен с това, че приема макиавелизмът лично в живота си. Той чете и учи Николо Макиавели и други публикации, свързани с макиавелизма, които вдъхновяват неговия псевдоним „Макиавели“. Освен това Тупак планира да създаде своя собствена звукозаписна компания - Makaveli records, но умира през 1996 г., преди да успее.
„Анти-Макиавели“ е есе от 18 век, написано от Фридрих Велики, крал на Прусия и патрон на Волтер, оборващо „Владетелят“ и макиавелизма. За първи път е публикувано през септември 1740 г. само няколко месеца, след като Фридрих става крал и това е една от многото подобни творби.

## В психологията
Освен това макиавелизмът е и термин, който някои социални и личностни психолози използват, за да опишат склонността на човек да мами и манипулира други хора за лична изгода. През 60-те на 20 век Ричард Кристи и Флоренс Л. Геис разработват тест за измерване на нивото на макиавелизъм в човек. Това впоследствие се е превръща в MACH-IV тест за анализ, с двадесет изявления за личностното проучване, което сега е стандартен инструмент за самооценка на макиавелизма. Хората, които имат над 60 от общо 100 на MACH-IV, се считат за големи макиавелисти, т.е. те подкрепят твърдения от типа: „Никога не казвай на никого истинската причина защо си направил нещо, освен ако нямаш полза да го направиш“. Хората, които имат под 60 на MACH-IV, се считат за немакиавелисти, т.е. те са склонни да вярват, че „Няма извинение да лъжеш някого другиго“.
Макиавелизмът е една от трите личностни черти, отнасящи се към тъмната тройка  заедно с нарцисизма и психопатията. Някои психолози смятат, че макиавелизмът по същество е субклинична форма на психопатия, въпреки че последните изследвания показват, че докато макиавелизмът и психопатията се припокриват, те са отделни личности конструкции.